# Досо дел'Ера (Бергамо)
Досо дел'Ера је насеље у Италији у округу Бергамо, региону Ломбардија.
Према процени из 2011. у насељу је живело 53 становника. Насеље се налази на надморској висини од 347 м.